# Clima in Estonia
Il clima in Estonia è di tipo sub-continentale e, più in generale, temperato freddo (con inverni freddi ed estati relativamente calde).

## L'influsso del mare
Le zone costiere tendono ad avere un microclima maggiormente influenzato dal mare, con inverni molto freddi ed estati in cui si alternano brevi periodi di stabilità atmosferica, spesso accompagnata da caldo, e fasi frequentemente perturbate, con temperature decisamente fresche (a Tallinn durante lo stesso mese di luglio si possono registrare valori diurni di +10° con pioggia e di +32 °C con cielo sereno e afa moderata).
Infatti, sebbene in estate il territorio della repubblica estone presenti caratteri di relativa uniformità climatica, esistono comunque differenze nei regimi termici della fascia costiera e delle zone interne. Le acque del Baltico, spesso molto fredde fino all'inizio di giugno, garantiscono valori termici meno elevati alle zone litoranee, mentre verso la fine di settembre, quando nelle zone più lontane dal mare si possono verificare le prime sporadiche e lievi gelate, le acque marine esercitano un'azione termoregolatrice che ha come effetto quello di ridurre l'escursione termica diurna.

### La variazioni stagionali
In definitiva, il clima estone si presenta meno vario rispetto a quello di paesi vicini come la Finlandia e la Svezia: infatti le isoterme delle temperature medie del mese più freddo (in genere febbraio) sono ovunque comprese tra -3 e -7 °C (-5,7 °C a Tallinn in febbraio), le ore di luce nel pieno dell'inverno sono pochissime (il paese lambisce il 60º parallelo Nord) e spesso il cielo rimane uniformemente grigio per lunghi periodi.
A questa tipologia di inverno rigido e molto lungo (i primi timidi segnali di disgelo si manifestano non di rado tra fine marzo e inizio aprile) e con temperature che permangono ininterrottamente sotto lo 0 °C per parecchie settimane, segue una primavera breve e relativamente luminosa (specie in maggio) e un'altrettanto breve estate in cui si alternano fasi con cielo sereno e temperature piuttosto elevate (a volte il caldo può essere intenso) e periodi instabili e particolarmente freschi (gran parte del paese ha isoterme di luglio comprese tra +16 °C e +17 °C, con valori medi diurni sui +20/+21 °C, anche se brevissimi periodi con massime diurne attorno ai +30 °C sono relativamente normali).
Dopo la metà d'agosto l'estate tende a declinare rapidamente e settembre è un mese già termicamente autunnale, seppure non di rado le giornate settembrine si presentino terse e luminose e le temperature diurne possano essere ancora molto gradevoli.  Verso ottobre il clima estone assume le tipiche caratteristiche autunnali, con tempo prevalentemente perturbato, lunghi periodi di pioggia persistente, nebulosità intensa, mentre le temperature diurne iniziano a calare molto bruscamente mano a mano che si accorciano le giornate.
Dalla fine di ottobre cominciano a verificarsi, anche se non tutti gli anni, le prime avvezioni di aria artico-continentale, le prime nevicate e i primi periodi di gelo intenso, mentre novembre alterna fasi umide (clima autunnale) con temperature relativamente miti ad altre in cui si manifestano già le prime caratteristiche meteorologiche tipiche dell'inverno (pressione alta e livellata ma cieli spesso grigi, temperature molto basse). Dicembre è ormai un mese invernale a tutti gli effetti, con valori termici medi inferiori allo 0 °C su tutto il territorio estone (a Tallinn media giornaliera di -3,2 °C),

## Precipitazioni
Le precipitazioni sono più abbondanti nella parte settentrionale del paese, ma in genere la piovosità annuale non è particolarmente elevata (in media 600–700 mm), ed è distribuita prevalentemente nei mesi estivi e all'inizio dell'autunno, gli inverni vedono invece precipitazioni complessivamente scarse e in forma quasi esclusivamente nevosa, in estate vi sono cambiamenti di tempo improvvisi e si possono formare anche violente trombe d'aria, specie sulle pianure interne, la mancanza di barriere montuose rende infatti particolarmente veloce il ricambio (e talvolta lo scontro) tra masse d'aria di diversa natura, può così capitare che, nel pieno del mese di luglio, a una massa d'aria calda, proveniente dall'Europa sud-orientale, subentrino correnti fresche pilotate dalle depressioni nord-atlantiche, causando temporali molto violenti.
La prima neve cade in genere a fine ottobre/inizio novembre e il suolo rimane innevato per 90-120 giorni l'anno nella parte centro-occidentale (da inizio dicembre a fine marzo) e fino a 150 giorni l'anno nel settore più orientale, verso il Lago dei Ciudi e il confine russo.

## Temperature medie
La capitale Tallinn ha queste temperature medie: gennaio -5,2 °C, febbraio -5,7 °C, aprile 2,9 °C,
luglio 16,5 °C, ottobre 5,9 °C (anno 4,8 °C). L'escursione giornaliera è di circa 4 °C in novembre e 5 °C
in dicembre/gennaio, mesi caratterizzati da insolazione minima e con l'astro molto basso (con le
minime e massime spesso determinate più da avvezioni calde o fredde che non dal riscaldamento
solare), per toccare i 9 °C in maggio e giugno, mesi in cui le giornate sono molto lunghe e si registra anche minore nuvolosità e piovosità. Infatti dei 565 mm/anno, ne cadono 72 in agosto e 71 in
settembre (mesi più piovosi), 65 in luglio, 50 in giugno e 38 a maggio. I mesi più asciutti sono
febbraio con 24 mm e marzo con 25. Le medie invernali dipendono molto dalla prevalenza della
depressione d'Islanda e quindi delle correnti miti e umide occidentali, piuttosto che da quella
dell'anticiclone russo-siberiano. Gennaio 2001 per esempio ha avuto una media di -1,2 °C,
insolitamente mite, con un record di -9,0 °C, mentre a dicembre 2001 la media è stata di -7,1 °C, con
un picco di -23,0 °C.
Tartu, lontana dal mare, nell'est del paese, è più continentale. Abbiamo questi valori: gennaio
-5,7 °C, febbraio -5,9 °C, aprile 5,0 °C, luglio 16,7 °C, ottobre 6,6 °C, anno 5,5 °C. Nel luglio 2001
questa località ha fatto registrare una massima assoluta di 32,7 °C, contro i 28,1 °C di Tallinn, coi
calori mitigati dal mare.
Ristna, estremità occidentale dell'isola di Hiiumaa, ha invece clima più marittimo, passando dai -2,7 °C di febbraio ai 16,4 °C di luglio. Altri valori: gennaio -2,4 °C, aprile 3,2 °C (si noti come in questo mese il mare ancora freddo mantenga la temperatura molto più bassa che a Tartu), ottobre 8,4 °C, media annua 6,5 °C. Il citato mite gennaio 2001 ha fatto registrare una media di 1,1 °C, ma anche nel freddo dicembre ci si è fermati a -1,7 °C, oltre 5 °C più che a Tallinn.
Nella vicina isola di Muhu cadono 515 mm/anno di precipitazioni, con regime pluviometrico identico a Tallinn (agosto e settembre più piovosi con 68 mm, seguiti da luglio con 59, febbraio e marzo più asciutti con 19 e 22 mm).